# アンドレア・ゲズ
アンドレア・ミア・ゲズ（Andrea Mia Ghez、1965年6月16日 - ）は、アメリカ合衆国の天文学者であり、カリフォルニア大学ロサンゼルス校(UCLA)の物理学・天文学の教授である。
銀河系中心部の研究で知られる。銀河系中心部に超大質量コンパクト天体（現在では一般的にブラックホールであると認識されている）を発見したことで、 2020年にラインハルト・ゲンツェルらとともにノーベル物理学賞を受賞した。ノーベル物理学賞を受賞した女性は4人目である。

## 若年期と教育
ニューヨーク出身。父のギルバートはイタリア・ローマに生まれたユダヤ人の家系で、チュニジアとドイツ・フランクフルトに出自を持っていた。母のスザンヌ（旧姓ゲイトン(Gayton)）は、マサチューセッツ州ノース・アトルボロ出身のアイルランド系カトリックの家系であった。
ゲズはシカゴで育ち、シカゴ大学ラボ・スクールに通っていた。アポロ計画の月面着陸に触発され、ゲズは女性初の宇宙飛行士になりたいと思うようになり、母親も彼女の夢を支持した。ゲズはその夢を叶えるために、まず高校の化学教師になることを目指した。ゲズは大学で数学を専攻していたが、物理学に転向した。ゲズは1987年にマサチューセッツ工科大学で物理学の学士号を取得し、1992年にカリフォルニア工科大学でゲリー・ノイゲバウアーの指導の下でPh.D.を取得した。

## キャリア
ゲズは、ケック望遠鏡の補償光学などの高空間分解能イメージング技術を用いて、星形成領域や、「いて座A*」として知られる天の川銀河の中心にある超大質量ブラックホールの研究を行っている。ゲズは、天の川銀河の中心付近の星の運動を観測することで、この領域を調査している。ケック望遠鏡の高解像度は、ラインハルト・ゲンツェルのグループによる銀河中心運動学の最初の大規模な研究を大幅に上回るものであった。
ゲズは、2004年に全米科学アカデミー会員に、2019年にアメリカ物理学会(APS)フェローに選出された。
ゲズはメディアにもたびたび登場している。BBC、ディスカバリーチャンネル、ヒストリーチャンネルなどがゲズを取り上げたドキュメンタリーを制作している。2006年には、PBSのテレビシリーズ『ノヴァ』でのプレゼンテーションも行われた。2004年には、『ディスカバー』誌がゲズを、各自の分野で高い理解度を示したアメリカの科学者トップ20人の一人に挙げている。

### 銀河核のブラックホール（いて座A*）
ゲズらは、赤外線の波長で銀河核を撮影することで、可視光を遮る重い塵の中を覗き、天の川銀河の中心の画像を生成することができた。口径10メートルという大口径のケック望遠鏡と、大気の乱流を補正するための補償光学により、銀河核を非常に高い空間分解能で撮影することができ、「いて座A*」として知られるブラックホールの周りにある恒星の軌道をたどることが可能になった。これらの画像には、銀河核のブラックホールを周回する多くの星の部分的な軌道が観測されている。そのうちの1つであるS2は、1995年に詳細な観測が始まって以来、完全な楕円軌道を描いている。これらの恒星の軌道を完全に記録するには、さらに数十年の時間が必要であるが、これらの測定は一般相対性理論の検証になる可能性がある。2012年10月には、UCLAのゲスの研究チームによって、銀河核を周回する2つ目の恒星、S0-102が発見された。ケプラーの第3法則を用いて、ゲズの研究チームは軌道運動を利用して、いて座A*の質量が410万±0.6万太陽質量であることを示した。
銀河核（いて座A*がある場所）は、M31（次に近い超巨大ブラックホールM31*がある場所）よりも100倍近いため、超巨大ブラックホールが存在することを示す最良の事例の一つとなっている。
2020年、ゲズは、ブラックホールに関する発見により、ロジャー・ペンローズ、ラインハルト・ゲンツェルとともにノーベル物理学賞を受賞した。ペンローズが半分を受賞し、残りの半分を、天の川銀河の中心にある星の軌道を超巨大ブラックホールが支配している可能性が高いことを発見したことで、ゲズとゲンツェルが受賞した。

## 私生活
ゲズはランド研究所の地質学者のトム・ラトゥーレット(Tom LaTourrette)と結婚し、2人の息子がいる。

## 受賞歴
- アニー・J・キャノン賞（1994年）[31]
- ニュートン・レイシー・ピアス賞（英語版）（アメリカ天文学会、1998年）[31]
- マリア・ゲッパート＝メイヤー賞（英語版）（アメリカ天文学会、1999年）[32]
- テルアビブ大学賞（ドイツ語版）（2004年）[33]
- Gold Shield Faculty Prize for Academic Excellence（2004年）[34]
- マーク・アーロンソン記念講師（英語版）（2007年）
- クラフォード賞（2012年）[35]
- ベーカリアン・メダル（2016年）[36]
- ノーベル物理学賞（2020年）[5]
- ランフォード賞（2025年）

## 栄誉
- パッカード・フェロー（1996年）[37]
- マッカーサー・フェロー（2008年）[38]
- スウェーデン王立科学アカデミー会員（2012年）[39]
- オックスフォード大学 名誉理学博士（2019年）[40]
- アメリカ物理学会フェロー（2019年）[22]
- アメリカ天文学会レガシーフェロー（2020年）[41]

## 主な論文
- Ghez, Andrea M.; Neugebauer, Gerry; Matthews, K. (1993). “The Multiplicity of T Tauri Stars in the Taurus-Auriga & Ophiuchus-Scorpius Star Forming Regions: A 2.2 micron Imaging Survey”. Astronomical Journal 106:  2005–2023. Bibcode: 1993AJ....106.2005G. doi:10.1086/116782.
- Ghez, Andrea M.; White, Russel J.; Simon, M. (1997). “High Spatial Resolution Imaging of Pre-Main Sequence Binary Stars: Resolving the Relationship Between Disks and Close Companions”. Astrophysical Journal 490 (1):  353–367. Bibcode: 1997ApJ...490..353G. doi:10.1086/304856.
- Ghez, Andrea M.; Klein, B. L.; Morris, M.; Becklin, E.E. (1998). “High Proper Motions in the Vicinity of Sgr A*: Evidence for a Massive Central Black Hole”. Astrophysical Journal 509 (2):  678–686. arXiv:astro-ph/9807210. Bibcode: 1998ApJ...509..678G. doi:10.1086/306528.
- Ghez, A. M.; Morris, M.; Becklin, E. E.; Tanner, A.; Kremenek, T. (2000). “The Accelerations of Stars Orbiting the Milky Way's Central Black Hole”. Nature 407 (6802):  349–351. arXiv:astro-ph/0009339. Bibcode: 2000Natur.407..349G. doi:10.1038/35030032. PMID 11014184.
- Ghez, A. M.; Duchêne, G.; Matthews, K.; Hornstein, S. D.; Tanner, A.; Larkin, J.; Morris, M.; Becklin, E. E. et al. (2003-01-01). “The First Measurement of Spectral Lines in a Short-Period Star Bound to the Galaxy's Central Black Hole: A Paradox of Youth” (英語). Astrophysical Journal Letters 586 (2):  L127. arXiv:astro-ph/0302299. Bibcode: 2003ApJ...586L.127G. doi:10.1086/374804.
- Ghez, A. M.; Salim, S.; Weinberg, N. N.; Lu, J. R.; Do, T.; Dunn, J. K.; Matthews, K.; Morris, M. R. et al. (2008-01-01). “Measuring Distance and Properties of the Milky Way's Central Supermassive Black Hole with Stellar Orbits” (英語). Astrophysical Journal 689 (2):  1044–1062. arXiv:0808.2870. Bibcode: 2008ApJ...689.1044G. doi:10.1086/592738.